# Euphrasia retrotricha
Euphrasia retrotricha är en snyltrotsväxtart som beskrevs av Takenoshin Nakai och Yamazaki. Euphrasia retrotricha ingår i släktet ögontröster, och familjen snyltrotsväxter. Inga underarter finns listade i Catalogue of Life.